# SK Paseka
Sportovní Klub Paseka je český fotbalový klub z obce Paseka, který byl založen v roce 1946. Od ročníku 2016/17 působí v I. A třídě Olomouckého kraje (6. nejvyšší soutěž).
Své domácí zápasy odehrává na stadionu Paseka.

## Stručná historie fotbalu v Pasece
Klub byl založen v roce 1946. Zprvu se týmu poměrně dařilo a postupovalo do vyšších tříd, ale později nastal útlum a tým skončil ve IV. třídě. Roku 1962 Paseka nedohrála soutěž a byla vyloučena a následně se v roce 1963 fotbal zrušil.
Již v roce 1966 se fotbal v Pasece opět obnovil a roku 1969 postoupili do III. třídy, kde vydrželi pouze rok. Tento "systém" se několik let opakoval. V osmdesátých letech se probojovali do II. třídy, kterou opustili na dlouhá léta po sezóně 1988/89. Návrat do II. třídy nastal až v roce 2002. Zde se ale neohřáli dlouho a poprvé v roce 2005 zavítali do I. B třídy Olomouckého kraje – sk. B. Ačkoliv v roce 2009 přišel náhlý pád zpět do III. třídy, tým se rychle v roce 2014 vrátil do I. B, a v sezóně 2015/16 slavili vítězství v této soutěži a historický posun do I. A třídy Olomouckého kraje – sk. A.

## Umístění v jednotlivých sezonách
Zdroj:
Stručný přehled
- 1980–1981: Okresní přebor Olomoucka
- 1981–1983: III. třída okresu Olomouc
- 1983–1989: Okresní přebor Olomoucka
- 1989–2002: III. třída okresu Olomouc
- 2002–2005: Okresní přebor Olomoucka
- 2005–2010: I. B třída Olomouckého kraje – sk. B
- 2010–2011: Okresní přebor Olomoucka
- 2011–2012: III. třída okresu Olomouc
- 2012–2014: Okresní přebor Olomoucka
- 2014–2016: I. B třída Olomouckého kraje – sk. B
- 2016–: I. A třída Olomouckého kraje – sk. A

Jednotlivé ročníky
Legenda: Z - zápasy, V - výhry, R - remízy, P - porážky, VG - vstřelené góly, OG - obdržené góly, +/- - rozdíl skóre, B - body, červené podbarvení - sestup, zelené podbarvení - postup
| Československo (1980 – 1993) |                                      |        |    |    |       |    |    |     |     |    |        |
| Sezóny                       | Liga                                 | Úroveň | Z  | V  | R     | P  | VG | OG  | +/− | B  | Pozice |
| 1980/81                      | Okresní přebor Olomoucka             | 8      | 26 | 8  | 1     | 17 | 52 | 101 | -49 | 17 | 13     |
| 1981/82                      | III. třída okresu Olomouc            | 9      | 26 | 14 | 4     | 8  | 47 | 42  | +5  | 32 | 4      |
| 1982/83                      | III. třída okresu Olomouc            | 9      | 26 | 14 | 5     | 7  | 77 | 39  | +38 | 31 | 4      |
| 1983/84                      | Okresní přebor Olomoucka             | 8      | 22 | 10 | 7     | 5  | 33 | 27  | +6  | 25 | 3      |
| 1984/85                      | Okresní přebor Olomoucka             | 8      | 26 | 5  | 10    | 11 | 29 | 46  | -17 | 20 | 10     |
| 1985/86                      | Okresní přebor Olomoucka             | 8      | 26 | 13 | 4     | 9  | 58 | 46  | +12 | 30 | 4      |
| 1986/87                      | Okresní přebor Olomoucka             | 8      | 26 | 8  | 4     | 14 | 41 | 57  | -16 | 20 | 9      |
| 1987/88                      | Okresní přebor Olomoucka             | 8      |    |    |       |    |    |     |     |    | 11     |
| 1988/89                      | Okresní přebor Olomoucka             | 8      |    |    |       |    |    |     |     |    | 14     |
| 1989/90                      | III. třída okresu Olomouc            | 9      | 26 | 9  | 8     | 9  | 46 | 38  | +8  | 26 | 7      |
| 1990/91                      | III. třída okresu Olomouc            | 9      | 26 | 8  | 3     | 15 | 59 | 68  | -9  | 19 | 11     |
| 1991/92                      | III. třída okresu Olomouc            | 9      | 26 | 8  | 4     | 14 | 67 | 70  | -3  | 20 | 12     |
| 1992/93                      | III. třída okresu Olomouc            | 9      | 24 | 8  | 6     | 10 | 41 | 42  | -1  | 22 | 8      |
| Česko (1993 –)               |                                      |        |    |    |       |    |    |     |     |    |        |
| Sezóny                       | Liga                                 | Úroveň | Z  | V  | R     | P  | VG | OG  | +/- | B  | Pozice |
| 1993/94                      | III. třída okresu Olomouc            | 9      | 24 | 15 | 3     | 6  | 58 | 39  | +19 | 33 | 3.     |
| 1994/95                      | III. třída okresu Olomouc            | 9      |    |    |       |    |    |     |     |    | 6.     |
| 1995/96                      | III. třída okresu Olomouc            | 9      | 26 | 10 | 0     | 16 | 46 | 46  | 0   | 30 | 9.     |
| 1996/97                      | III. třída okresu Olomouc            | 9      | 26 | 12 | 6     | 8  | 50 | 38  | +12 | 42 | 4.     |
| 1997/98                      | III. třída okresu Olomouc            | 9      | 24 | 9  | 8     | 7  | 37 | 39  | -2  | 35 | 6.     |
| 1998/99                      | III. třída okresu Olomouc            | 9      | 24 | 16 | 3     | 5  | 78 | 44  | +34 | 51 | 2.     |
| 1999/00                      | III. třída okresu Olomouc            | 9      |    |    |       |    |    |     |     | 49 | 4.     |
| 2000/01                      | III. třída okresu Olomouc            | 9      | 26 | 15 | 5     | 6  | 63 | 35  | +28 | 50 | 3.     |
| 2001/02                      | III. třída okresu Olomouc            | 9      | 26 | 17 | 3     | 6  | 71 | 27  | +44 | 54 | 2.     |
| 2002/03                      | Okresní přebor Olomoucka             | 8      | 26 | 15 | 5     | 6  | 55 | 26  | +29 | 50 | 2.     |
| 2003/04                      | Okresní přebor Olomoucka             | 8      | 26 | 13 | 9     | 4  | 59 | 34  | +25 | 48 | 4.     |
| 2004/05                      | Okresní přebor Olomoucka             | 8      | 26 | 15 | 6     | 5  | 61 | 29  | +32 | 51 | 2.     |
| 2005/06                      | I. B třída Olomouckého kraje – sk. B | 7      | 26 | 11 | 2     | 13 | 44 | 52  | -8  | 35 | 7.     |
| 2006/07                      | I. B třída Olomouckého kraje – sk. B | 7      | 26 | 7  | 7     | 12 | 40 | 53  | −13 | 28 | 11.    |
| 2007/08                      | I. B třída Olomouckého kraje – sk. B | 7      | 26 | 11 | 7     | 8  | 51 | 46  | +5  | 40 | 5.     |
| 2008/09                      | I. B třída Olomouckého kraje – sk. B | 7      | 26 | 8  | 3     | 15 | 33 | 57  | -24 | 27 | 12.    |
| 2009/10                      | I. B třída Olomouckého kraje – sk. B | 7      | 26 | 5  | 4     | 17 | 28 | 70  | -42 | 19 | 13.    |
| 2010/11                      | Okresní přebor Olomoucka             | 8      | 26 | 4  | 3     | 19 | 46 | 82  | -36 | 15 | 14.    |
| 2011/12                      | III. třída okresu Olomouc            | 9      | 26 | 18 | 3     | 5  | 70 | 34  | +36 | 57 | 2.     |
| 2012/13                      | Okresní přebor Olomoucka             | 8      | 26 | 8  | 5     | 13 | 55 | 64  | −9  | 29 | 7.     |
| 2013/14                      | Okresní přebor Olomoucka             | 8      | 26 | 18 | 4     | 4  | 74 | 34  | +40 | 58 | 2.     |
| 2014/15                      | I. B třída Olomouckého kraje – sk. B | 7      | 26 | 12 | 4     | 10 | 69 | 62  | +7  | 40 | 7.     |
| 2015/16                      | I. B třída Olomouckého kraje – sk. B | 7      | 26 | 20 | 2     | 4  | 87 | 34  | +53 | 62 | 1.     |
| 2016/17                      | I. A třída Olomouckého kraje – sk. A | 6      | 26 | 15 | 0 / 3 | 11 | 54 | 38  | +16 | 48 | 4.     |
| 2017/18                      | I. A třída Olomouckého kraje – sk. A | 6      | 26 | 14 | 3 / 2 | 12 | 57 | 53  | +4  | 41 | 6.     |
| 2018/19                      | I. A třída Olomouckého kraje – sk. A | 6      | 26 | 10 | 0 / 2 | 14 | 51 | 58  | -7  | 32 | 10.    |
| 2019/20                      | I. A třída Olomouckého kraje – sk. A | 6      | 14 | 6  | 2 / 1 | 5  | 32 | 30  | +2  | 23 | 6.     |
| 2020/21                      | I. A třída Olomouckého kraje – sk. A | 6      | 10 | 4  | 2     | 4  | 17 | 21  | −4  | 16 | 7.     |
| 2021/22                      | I. A třída Olomouckého kraje – sk. A | 6      | 26 | 8  | 6     | 12 | 56 | 60  | −4  | 35 | 9.     |
| 2022/23                      | I. A třída Olomouckého kraje – sk. A | 6      | 26 | 13 | 4     | 9  | 76 | 53  | +23 | 43 | 3.     |
| 2023/24                      | I. A třída Olomouckého kraje – sk. A | 6      | 26 | 17 | 3     | 6  | 75 | 48  | +27 | 54 | 3.     |
| 2024/25                      | I. A třída Olomouckého kraje – sk. A | 6      | 26 | 11 | 2     | 13 | 58 | 62  | −4  | 35 | 5.     |

Poznámky:
- Od ročníku 2016/17 včetně se hraje v Olomouckém kraji tímto způsobem: Pokud zápas skončí nerozhodně, kope se penaltový rozstřel. Jeho vítěz bere 2 body, poražený pak jeden bod. Za výhru po 90 minutách jsou 3 body, za prohru po 90 minutách není žádný bod.
- Ročník 2019/20 byl předčasně ukončen z důvodu koronavirové pandemie.
- Ročník 2020/21 byl předčasně ukončen z důvodu koronavirové pandemie.

## SK Paseka „B“
SK Paseka „B“ byl rezervním klubem Paseky, které se pohybovalo v nejnižší soutěži. Působilo od roku 2002 do roku 2010 s pauzou tří sezón mezi léty 2006 až 2009.

## Umístění v jednotlivých sezonách
Zdroj:
Stručný přehled
- 2002–2006: IV. třída Olomoucka
- 2006–2009: bez soutěže
- 2009–2010: IV. třída Olomoucka

Jednotlivé ročníky
Legenda: Z - zápasy, V - výhry, R - remízy, P - porážky, VG - vstřelené góly, OG - obdržené góly, +/- - rozdíl skóre, B - body, červené podbarvení - sestup, zelené podbarvení - postup
| Česko (1993-) |                                     |                                     |                                     |                                     |                                     |                                     |                                     |                                     |                                     |                                     |                                     |                                     |
| Sezóny        | Liga                                | Úroveň                              | Z                                   | V                                   | R                                   | P                                   | VG                                  | OG                                  | +/−                                 | B                                   | Pozice                              |                                     |
| 2002/03       | IV. třída Olomoucka                 | 10                                  | 22                                  | 6                                   | 2                                   | 14                                  | 35                                  | 47                                  | -12                                 | 20                                  | 10                                  |                                     |
| 2003/04       | IV. třída Olomoucka                 | 10                                  | 22                                  | 7                                   | 3                                   | 12                                  | 34                                  | 43                                  | -7                                  | 24                                  | 9                                   |                                     |
| 2004/05       | IV. třída Olomoucka                 | 10                                  | 20                                  | 11                                  | 2                                   | 7                                   | 47                                  | 27                                  | +20                                 | 35                                  | 4                                   |                                     |
| 2005/06       | IV. třída Olomoucka                 | 10                                  | 22                                  | 6                                   | 8                                   | 8                                   | 42                                  | 43                                  | -1                                  | 26                                  | 9                                   |                                     |
| 2006-2009     | B mužstvo nevyvíjelo žádnou činnost | B mužstvo nevyvíjelo žádnou činnost | B mužstvo nevyvíjelo žádnou činnost | B mužstvo nevyvíjelo žádnou činnost | B mužstvo nevyvíjelo žádnou činnost | B mužstvo nevyvíjelo žádnou činnost | B mužstvo nevyvíjelo žádnou činnost | B mužstvo nevyvíjelo žádnou činnost | B mužstvo nevyvíjelo žádnou činnost | B mužstvo nevyvíjelo žádnou činnost | B mužstvo nevyvíjelo žádnou činnost | B mužstvo nevyvíjelo žádnou činnost |
| 2009/10       | IV. třída Olomoucka                 | 10                                  | 22                                  | 8                                   | 4                                   | 10                                  | 46                                  | 59                                  | -13                                 | 28                                  | 9                                   |                                     |

## Hráči

### Posily
| V den            | Pozice | Číslo | Hráč             | Z klubu                      |
| ---------------- | ------ | ----- | ---------------- | ---------------------------- |
| 1. červenec 2020 | Z      | 8     | Zdeněk Vráblík   | FK Horní Loděnice            |
| 1. červenec 2020 | U      | 13    | David Iša        | FK Úsov                      |
| 7. srpen 2020    | U      | 11    | Michal Hloušek   | FC KOLOS Jiříkov             |
| 8. srpen 2020    | Z      | 15    | Patrik Hlavai    | FC Svratka Brno              |
| 12. září 2020    | Z      | 12    | Ladislav Smetana | FC Bizoni Hraničné Petrovice |

### Odchody
| V den            | Pozice | Číslo | Hráč         | Do klubu               |
| ---------------- | ------ | ----- | ------------ | ---------------------- |
| 1. červenec 2020 | Ú      | 11    | Karel Mako   | TJ Sokol Dlouhá Loučka |
| 1. červenec 2020 | Z      | 8     | Martin Geier | TJ Sokol Dlouhá Loučka |

### Soupiska
aktualizováno ke dni 18. září 2020
| Číslo |       | Pozice | Hráč             |
| ----- | ----- | ------ | ---------------- |
| 1     | Česko | B      | Michal Martinák  |
| 2     | Česko | O      | Marek Mauler     |
| 3     | Česko | O      | Jan Gajdoš       |
| 5     | Česko | O      | Ladislav Laurin  |
| 7     | Česko | O      | Karel Hloušek    |
| 10    | Česko | O      | Petr Vojtášek    |
| 4     | Česko | Z      | František Kučera |
| 6     | Česko | Z      | Michal Buchta    |
| 8     | Česko | Z      | Zdeněk Vráblík   |
| 9     | Česko | Z      | Jakub Michalík   |

| Číslo |       | Pozice | Hráč             |
| ----- | ----- | ------ | ---------------- |
| 12    | Česko | Z      | Ladislav Smetana |
| 17    | Česko | Z      | Jakub Lindaur    |
| 14    | Česko | Z      | Jiří Kučera      |
| 15    | Česko | Z      | Patrik Hlavai    |
| 20    | Česko | Z      | Radim Pospíšil   |
| 11    | Česko | Ú      | Michal Hloušek   |
| 13    | Česko | Ú      | David Iša        |
| 18    | Česko | Ú      | Petr Popelka     |
| 16    | Česko | Ú      | Jan Popelka      |